# VT-1反應堆
VT-1反應堆是核分裂反應堆，以一對反應堆的形式為蘇聯K-27核潛艇提供能量，是蘇聯海軍第645 Кит-ЖМТ項目的一部分。它是液態金屬冷卻反應堆(LMR)，使用高濃縮的鈾-235為燃料，產生73MW的電力。
K-27是第一代N級核潛艇，且在同類潛艇中唯一配備液態金屬冷卻反應堆的。然而，7艘705型核潛艇隨後配備了液態金屬冷卻反應堆。
它是由OKB Gidropress和萊朋斯基物理和動力工程研究院(IPPE)合作開發的。